# Angelo Persichilli
Angelo Persichilli (Castellino del Biferno, 15 febbraio 1939 – Roma, 15 gennaio 2017) è stato un flautista italiano.

## Biografia
Nato a Castellino del Biferno, in provincia di Campobasso, studia flauto al Conservatorio Santa Cecilia di Roma con Arrigo Tassinari. Nel 1958 diviene primo flauto dell'Orchestra Nazionale di Santa Cecilia. Dal 1991 cura la direzione artistica dell’Associazione Coro Polifonico Romano del Gonfalone di Roma. Durante la sua carriera solistica ha inciso per la RCA, Phonit Cetra, Frequenz, Edi-Pan, Europa ed altre. Ha inciso molte opere in prima esecuzione ed a lui dedicate di molti compositori contemporanei come Francesco Pennisi, Goffredo Petrassi. 
Nel 1978 scopre un concerto di Mercadante per flauto e orchestra presso la Biblioteca del Conservatorio San Pietro a Maiella di Napoli, che ha poi interpretato ed inciso in prima esecuzione d'epoca moderna con l’Orchestra dell’Accademia Nazionale di Santa Cecilia sotto la guida di Riccardo Chailly. Come solista ha suonato con molte delle orchestre sinfoniche internazionali.